# Biserica Sfânta Vineri din Ploiești

## Biserica Sfânta Vineri
Biserica “Sfânta Vineri” din orașul Ploiești, așezată
pe strada Neagoe Basarab, nr.12, este unul dintre lăcașurile ortodoxe 
de închinare de tradiție din acest oraș.
Sub acest nume este cunoscută în oraș biserica cu hramul Cuvioasa Paraschiva. Face parte dintre bisericile noi. Deși pe locul ei au mai existat construcții, ea „a fost făcută cu totul din nou în anii 1875÷1880”. Biserica este zidita aproape în aceeași perioadă cu Catedrala mitropolitană din Iași. Ceea ce este foarte interesant și important din punct de vedere spiritual este că aceasta a fost singura biserică cu un program de slujbe permanent, fiind deschisă 12 ore pe zi. [nefuncțională]

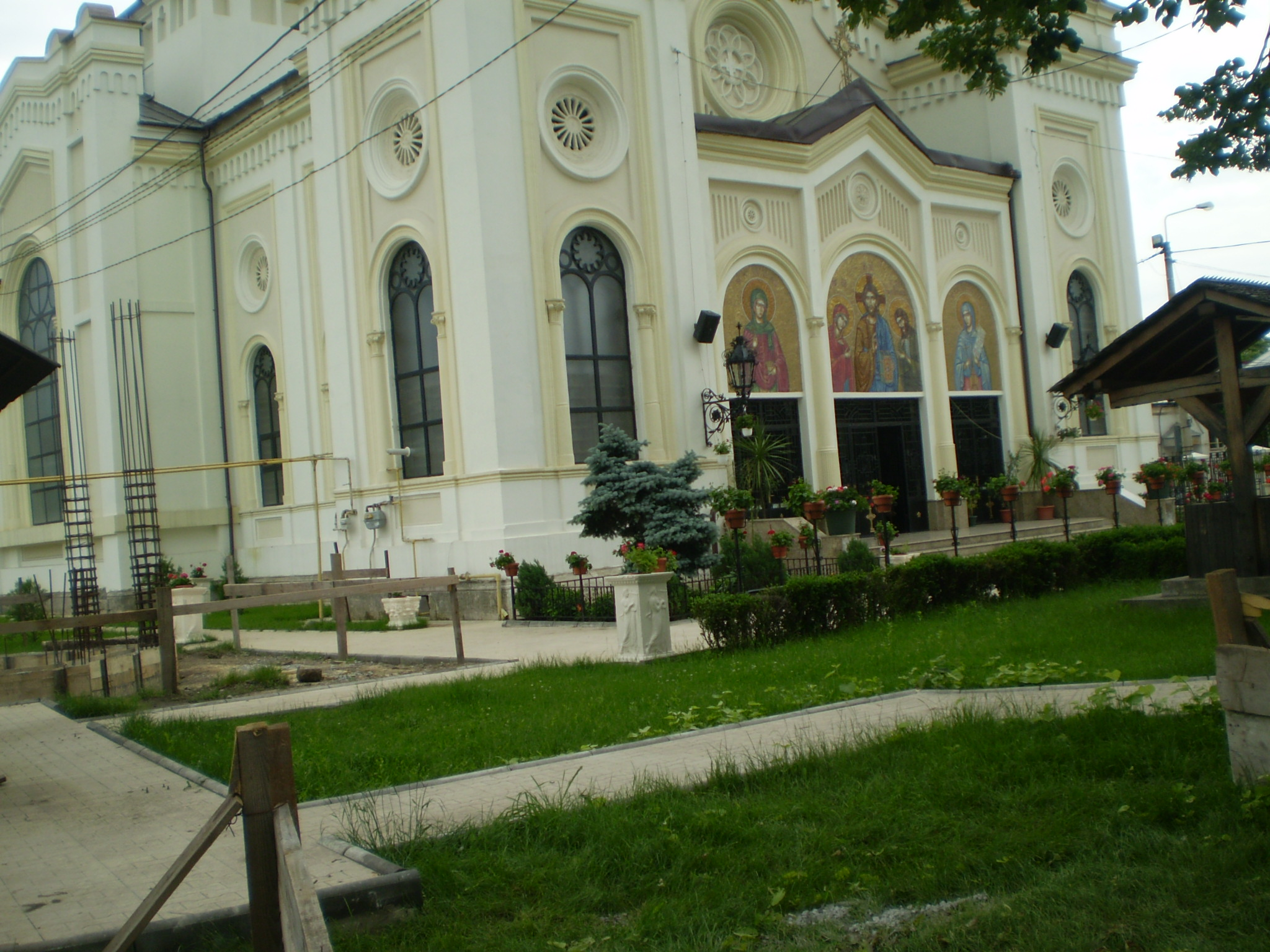

A fost ridicată în stilul gotic, iar la 1877 a suferit o modificare, turlele fiind făcute în stilul rusesc, în formă de ceapă. Este concepută pe lățime, lucru care se vede mai ales la fațada vastă, lucrată pe mai multe planuri, unul dintre acestea, poligonal, apărând ca un pseudofronton și având în mijloc o mare rozetă. Această fațadă, bogata ornamentație exterioară, corpurile paralelipipedice care servesc drept postament turnurilor aduc o contribuție barocă stilului neoclasic al lucrării, în timp ce turlele aparțin stilului tradițional românesc (nu fără influențe rusești la cupolele bulbucate). În 1880, biserica a fost pictată de Gheorghe Tattarescu, care a realizat aici una dintre cele mai bune lucrări ale sale.
Biserica Sfanta Vineri Ploiesti
Program Liturgic
Luni si Marti   08.00
  Utrenie si Acatist
17.00   Vecernia si Acatist
Miercuri          08.00
  Utrenie
09.00   Sfânta
Liturghie si Acatist
16.00 Vecernie si Acatist 
17.00   Taina
Sfântului Maslu
Molitvele
Sf. Ioan Gura de Aur
Joi                   08.00
  Utrenie si Acatist
Vineri              07.15   Utrenie
08.30
  Sfânta Liturghie
10.00   Acatist
10.30
  Taina Sfântului Maslu
Molitvele
Sf. Vasile și sfințirea aghiasmei mici
17.00   Vecernie cu Litie
Acatist
Sâmbătă          08:00   Utrenie și Sfânta Liturghie
09.30
  Slujba parastasului
17.00
  Vecernia
Duminică        08:00
  Utrenie
09.45   Sfânta
Liturghie